# Randori

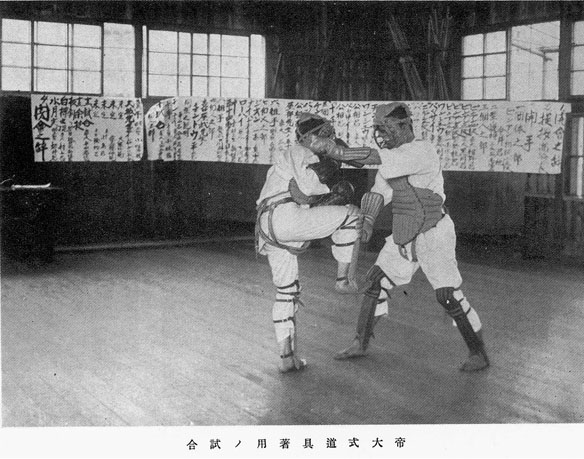
Randori in Japan

Randori (japanisch 乱取り, lit. „das Chaos nehmen“, sinngemäß „beliebig (frei die Technik) auswählen“) ist eine Übungsform des Kampfes im Budō, den japanischen Kampfkünsten. Sinngemäß steht dabei der Übungskampf Randori dem Shiai − dem eigentlichen Wettkampf − gegenüber. Beim Randori geht es nicht um gewinnen oder verlieren, sondern darum, die zuvor erlernten Techniken im Fluss des Kampfes anwenden zu lernen.

## Übungskampf
Zwei oder mehr Praktizierende einer Budō-/Bujutsu-Disziplin − so genannte Budōka − finden sich zusammen, um in meist lockerer Form die erlernten Techniken im Randori anzuwenden und auch spielerisch zu improvisieren.
Der Lehrer kann Einschränkungen und Ergänzungen zum Ablauf des Randori einbringen. Er kann sowohl die Angriffstechniken als auch die Verteidigungstechniken zu Übungszwecken einschränken. Ferner gibt es verschiedene Formen des Randori:
- Bodenrandori (mit dem Ziel, den Partner in einer bestimmten Lage festzuhalten oder ihn zur Aufgabe zu bringen, ähnelt äußerlich dem Ringkampf oder dem Jiu-Jitsu-Bodenkampf),
- Wurfrandori (abwechselndes Werfen aus der Bewegung, z. B. im Judo),
- Selbstverteidigungsrandori (freie Angriffe und freie Abwehr, ähnlich dem Sparring)
- sowie Kombinationen daraus.

## Etikette
Ein Randori wird von strenger Etikette bestimmt. So findet vor Beginn und am Ende eine formelle Begrüßung (Verneigung voreinander und dem Lehrer) statt. Gibt im Laufe des Randori einer der Kämpfer auf – durch Klopfen auf die Matte oder die Rufe Maitta! („Ich gebe mich geschlagen“ bzw. „Ich bin besiegt“, jap. まいた maitta), Matte! („Warte(t)!“ bzw. „Unterbrechung!“, jap. 待って matte, deutsch ‚warte‘) oder Yame! („Aufhören!“, jap. 止め yame, deutsch ‚aufhören, halt, stop‘) −, so muss der Überlegene sofort nachgeben. In manchen Dōjōs, vor allem in Japan, wird zu längeren Randori-Übungen rhythmische, meditative Hintergrundmusik abgespielt.

## Gürtel-Prüfungen
Weiterhin stellt das Randori in vielen Budō-Disziplinen, beispielsweise beim Jiu Jitsu ein Selbstverteidigungsrandori, einen wichtigen Bestandteil von (Gürtel-)Prüfungen dar, bei denen die Prüflinge demonstrieren sollen, dass sie das Erlernte auch in einer Übungssituation umsetzen können.